# Церковь Успения Богородицы (Недвиговка)
Церковь Успения Богородицы ― православный храм в селе Недвиговка Ростовской области. Относится к Мясниковскому благочинию Ростовской-на-Дону епархии Русской Православной церкви. Возведён в начале XX века. Является объектом культурного наследия.

## История
Впервые в Недвиговке церковь Успения Богородицы была построена ещё в 1796 году. Стены её были каменные, а купола и колокольня ― деревянные. Со временем она обветшала в 1905 году было принято решение о постройке нового храма вместо старого примерно на его же месте и под тем же именем. Архитектор доподлинно неизвестен, но, предположительно, строительство велось по проекту В. Н. Васильева. Основные строительные работы были завершены в 1914 году.
В 1937 году храм был закрыт и разграблен, церковная библиотека и архив сгорели, настоятель Иоанн Загравский был арестован и сослан. В 1943 году, во время немецкой оккупации, церковь вновь была открыта.

## Внешний вид
Церковь является образцом краснокирпичной эклектики. В её архитектуре имеются как элементы древнерусского зодчества, так и модерна (в частности, большие полуциркульные оконные проёмы трапезной). Здание имеет крестообразный вид, пять луковичных куполов с шатровым покрытием отличаются строгой пропорциональностью. Колокольня непосредственно пристроена к зданию церкви и находится у её западного входа.